# Flota Naval Espacial de la URSS
La Flota Naval Espacial de la URSS, también llamada Flotilla Estelar o Flota de Servicios Espaciales (en ruso Флот космической службы), en la actualidad Flota de Servicios Espaciales de Rusia, es una agrupación de buques científicos destinada a la realización de  labores de control y monitoreo espacial o Vigilship (Veladora) que se dedicaba a detectar y recibir comunicaciones por satélite y con naves, estaciones y otros objetos espaciales y sus bases en tierra.
La Flota Naval Espacial de la URSS nació de la necesidad de mantener el contacto con las naves y estaciones espaciales, tripuladas o no, que se ponían en el espacio dentro del programa espacial de la Unión Soviética. Los sistemas de control y seguimiento soviéticos solo podían realizar eficientemente su labor cuando la órbita de los artefactos espaciales pasaban por suelo soviético o eran visibles desde él, Unos los ligares más dificultosos era el área del Océano Atlántico.  Los cálculos balísticos pusieron de manifiesto que las naves espaciales que orbitaban la Tierra pasaban 6 veces, de las 16 que daban la vuelta al planeta, al día sobre dicho océano. Durante ese recorrido el seguimiento y contacto con las naves se deterioraba considerablemente.
Ya en 1959 surgió el problema de no poder observar y controlar lo que los expertos denominan "segundo lanzamiento", que es cuando se lanza la etapa superior que lleva a una nave espacial desde una órbita intermedia a la trayectoria requerida y para los cohetes lanzados desde la URSS concurría sobre el Golfo de Guinea. La solución al problema fue la creación de un centro de seguimiento aeroespacial flotante, un control de misión, capaz de supervisar los vuelos espaciales desde cualquier punto de la Tierra. Para cubrir esa necesidad se creó la Flota Espacial de la URSS.
El desarrollo de la flota fue parejo con el del Programa espacial, pasó de la adecuación de los primeros barcos cargueros como el Voroshilov/Ilyichevsk, Krasnodar  o  Dolinsk a enormes buques construidos con la adecuación de navegabilidad necesaria y equipación técnica precisa para labores de seguimiento, comunicación y control de varias naves a la vez como el Akademik Sergei Korolev o el Kosmonavt Yuriy Gagarin, que fue el mayor de ellos y buque insignia de la flota.
Tras la disolución de la Unión Soviética en 1991 y la crisis que siguió a la misma en Rusia y en otros países surgidos de la URSS como Ucrania los barcos fueron repartidos y relegados de sus funciones, siendo muchos de ellos desguazados. Pasando otros a mantener el servicio en la renombrada Flota de Servicios Espaciales de Rusia, como ocurrió con el Kosmonavt Víktor Patsáiev que en el año 2001 pasó al Museo del Océano Mundial en Kaliningrado. La flota dependía de la Academia de Ciencias de la Unión Soviética.
A partir de 1967 se hicieron diseños ex profeso  para la construcción de este tipo de navíos que llevaban a bordo la tecnología más  avanzada del momento. Su silueta se salía de lo normal al tener a bordo multitud de antenas de todo tipo y en especial grandes antenas parabólicas de más de 20 metros de diámetros destinadas a mantener una buena interacción con las naves espaciales y enviar los datos al centro de mando en tierra. Estos buques fueron bautizados en honor de cosmonautas o figuras destacadas de la cosmonáutica soviética.
En 1971 entró en servicio el buque insignia de la flota, el Kosmonavt Yuriy Gagarin (Cosmonauta Yuriy Gagarin, en honor de Yuri Alekséyevich Gagarin, el primer ser humano en viajar al espacio exterior) que fue el barco de seguimiento más grande y moderno de la URSS con 75 antenas de todo tipo entre las se encontraban cuatro grandes parabólicas y 86 laboratorios de trabajo.
En la Armada de la URSS, también había una conexión de barcos del complejo de medición, que trabajaba en interés de la Armada, las Fuerzas de Misiles Estratégicos y GUKOS (fuerzas aeroespaciales), que, en particular, realizaba tareas similares y no estaba relacionado con SKI OMER, tales como el SSV-33 Ural o el Mariscal Krilov.

## Historia
El desarrollo del programa espacial de la Unión Soviética tuvo un punto sobresaliente el 4 de octubre de 1957 con la puesta en órbita del Sputnik 1, el satélite artificial de la historia, al que siguieron una serie de lanzamiento de naves y objetos espaciales entre los que destaca el logro de la puesta en órbita del primer ser humano, el cosmonauta Yuri Alekséyevich Gagarin en la nave Vostok 1 el 12 de abril de 1961.
En el desarrollo del programa espacial pronto se evidenció el problema de seguimiento de las naves y objetos espaciales que se ponían en órbita. Los cálculos balísticos pusieron de manifiesto que las naves espaciales que orbitaban la Tierra pasaban 6 veces, de las 16 que daban la vuelta al planeta, al día sobre Océano Atlántico y durante ese recorrido el seguimiento y contacto con las naves se deterioraba considerablemente haciéndolas casi invisibles para el siguimiento realizado desde el terretorio de la URSS. al no contar la URSS con bases de seguimiento en tierra en las diferentes ubicaciones que lo permitieran hacer. 
En 1959 se evidenció el problema de no poder observar y controlar lo que los expertos denominan "segundo lanzamiento", que es cuando se lanza la etapa superior que lleva a una nave espacial desde una órbita intermedia a la trayectoria requerida y para los cohetes lanzados desde la URSS concurría sobre el Golfo de Guinea. La solución al problema la propuso Serguéi Koroliov cuando la Oficina de diseños experimentales en la que trabajaba (OKB), la OKB-1, comenzó la implementación práctica del programa de vuelos espaciales tripulados. Serguéi Koroliov propuso  la creación de centros de seguimiento aeroespacial flotantes, un control de misión, capaz de supervisar los vuelos espaciales desde cualquier punto de la Tierra. La propuesta se concretó en  la creación de Complejo Flotante de Telemetría (PTK) en el Instituto de Investigación-4 del Ministerio de Defensa de la URSS. Esta infraestructura se conformó con los buques Voroshilov, que en 1962 fue rebautizado como Ilyichevsk, Krasnodar y Dolinsk, que eran buques de mercancías del Ministerio de la Flota Marítima de la URSS, que se equiparon con equipos de recepción de telemetría y medios de comunicación, que realizaron sus primeros viajes en agosto de 1960. Estos fueron los primeros buque  formaron lo que a la postre sería la Flota Naval Espacial de la URSS, y participaron activamente los programas de las estaciones interplanetarias automáticas del tipo "Marte" y "Venus" y en los programas  Sputnik y Vostok que realizaron la gesta de la puesta en órbita de Yuri Gagarin en 1961.
En 1962 se une a la flotilla el petrolero Aksai que realiza funciones de abastecimiento y de medición. En 1963 se crea Flota espacial marina y se registra legalmente en el circuito de control de vuelo espacial que se unifica con el complejo de comando y medición terrestre de la URSS.
El avance del programa espacial, especialmente con el primer programa lunar de la URSS, hace que se vea la necesidad de aumentar y mejorar la equipación de la flota que se estima en la construcción de cinco barcos especializados bien equipados. En 1967 se construyen en el astillero de Leningrado (actual San Petersburgo)  cinco buques diseñados ex profeso para las funciones que se determinan. Estos buques fueron, el  Cosmonaut Vladimir Komarov con la función de complejo de medición de comandos y los buques Borovichi, Nevel, Kegostrov  y Morzhovets destinados a medición de telemetría. La flota espacial  se sacó de la estructura de militar y se incluyó en la científica, pasando a depender de la Academia de Ciencias de la URSS. La tripulación de los barcos estaba formada por marineros civiles dependientes al Ministerio de la Flota Marina de la URSS y la dotación científica por  trabajadores científicos del instituto de investigación, ingenieros civiles y técnicos.
El 13 de septiembre de 1968  el Comité Central del PCUS y del Consejo de Ministros de la URSS publicaba un decreto que trataba 

Sobre la creación de puntos de medición flotantes para apoyar el trabajo en el complejo N1-L3 para apoyar el trabajo en el segundo programa de investigación lunar soviético.

En 1969 se crea, para la gestión y el control de la Flota Espacial el Servicio de Investigación Espacial del Departamento de Operaciones Expedicionarias de la Marina, conocido por las siglas SKI OMER dentro de la Academia de Ciencias de la URSS. El conjunto de buques de medición vinculados a la Armada, la unidad militar 26179,  conforman el denominado "Complejo de medición flotante separado" (OPIK).  En el marco del segundo programa de exploración lunar de la Unión Soviética se construyen y entran al servicio, entre los años  1970-1971 los dos buques más relevantes de toda la historia de la Flota de las estrellas, el Akademik Sergei Korolev y Kosmonavt Yuriy Gagarin que pasaría a ser el buque insignia y uno de los más grandes del mundo en su género. Estos barcos se construyeron y equiparon totalmente con tecnología desarrollada en la Unión Soviética y participaron en todas las tareas relacionadas con el apoyo de vuelo de varias naves espaciales, naves espaciales tripuladas y estaciones orbitales.
En 1973, OPIK pasó a llamarse Noveno Complejo de Medición y Mando Marítimo Separado (Noveno OMKIK) como parte del Complejo de Mando y Medición subordinado a la Dirección Principal de Instalaciones Espaciales (GUKOS, hasta 1970 - TsUKOS) del Ministerio de Defensa de la URSS.
Entre 1977 y 1979 la flota se incrementó en cuatro naves más, todas ellas destinadas a la telemetría. Estas naves fueron bautizadas con el nombre de cuatro cosmonautas héroes de la Unión Soviética, fueron el "Kosmonavt Vladislav Volkov, Kosmonavt Georgy Dobrovolsky, Kosmonavt  Pavel Belyaev y Kosmonavt Viktor Patsaev llegando a tener 11 naves especializadas. 
A finales de 1979 la Flota Espacial Naval estaba conformada por 11 naves especializadas que prestaron servicio ininterrumpido hasta 1992 cuando se disolvió la URSS y la Flota fue, primero dividida entre Rusia y Ucrania, que se quedó con los barcos con base en Odessa como el Akademik Sergei Korolev y Kosmonavt Yuriy Gagarin y Rusia. El colapso que siguió al desastre del desmoronamiento de la estructura soviética ralentizó hasta casi parar los programas espaciales en Rusia  y los hizo desaparecer en Ucrania. Los buques se quedaron parados en sus bases y fueron deteriorándose por falta de mantenimiento y por el abandono.
En 1989 comienza el proceso de deterioro de la Flota, se desmantelan los buques de telemetría Borovichi, Kegostrov, Morzhovets y Nevel que se venden como chatarra y se retira el Kosmonavt Vladimir Komarov de la agrupación "Noveno OMKIK". Entre 1990 y 1995 son excluidos de la agrupación de la Armada otros cuatro navíos y en 1994 se desguaza el Kosmonavt Vladimir Komarov y el resto de barcos del "Noveno OMKI" dejan de realizar viajes expedicionarios. En 1995 se disuelve el "Noveno OMKI" y las naves que aún estaban vinculadas a él pasan a depender de la  Agencia Espacial Rusa. En 1998 el buque de la Armada Mariscal Nedelin se desmantela y desguaza, dos años después, en el año 2000, desmantela en el puerto de Kaliningrado el  Kosmonavt Pavel Belyaev y luego, en 2005, el  Kosmonavt Georgy Dobrovolsky.
En 1996 Ucrania se deshizo de ellos, vendiendolos para desguace a precio de chatarra a la compañía austriaca Zuid Merkur quien los llevó al puerto de Ilyichevsk destino a la localidad india de Alang y desguazó.
En el año 2004 solo sobreviven dos buques que estaba amarrados en el puerto de Kaliningrado eran el Kosmonavt Georgy Dobrovolsky y el Kosmonavt Viktor Patsaev y eran propiedad de Agencia Espacial Federal Rusa conocida como Rosaviakosmos. Como el resto, el Kosmonavt Georgy Dobrovolsky fue desguazado pero el Kosmonavt Viktor Patsaev, que había estado trabajando en el circuito de control del segmento ruso de la Estación Espacial Internacional (ISS) desde 2001, pasó, en 2017, a ser parte de la colección del Museo Oceánico Mundial de Kaliningrado siendo acondicionado para ser visitado.

## Los buques
Durante la existencia de la Flota Naval Espacial formaron parte de ella diferentes naves de diferentes procedencias, desde los cargueros acondicionados de los primeros tiempos que sirvieron como embrión de la misma hasta grandes barcos diseñados ex profeso para ella. El crecimiento de la flota y su adecuación fue en un ritmo paralelo al del desarrollo de los diferentes planes de investigación espacial de la Unión Soviética. La flota tenía base en  los puertos de Odessa y Leningrado. Los buques estaban bajo la jurisdicción del Servicio de Investigación Espacial del Departamento de Trabajo Expedicionario de la Marina de la Academia de Ciencias de la URSS (SKI OMER) y eran operados por personal de la Armada de la Unión Soviética que formaban la tripulación de mismo mientras que el personal científico pertenecía a la Academia de Ciencias.
A finales de 1978, la flota de SKI OMER estaba formada por 11 buques con base en Leningrado y Odessa con la siguiente distribución:
Puerto de  Odessa
- Kosmonavt Yuri Gagarin
- Akademik Sergei Korolev
- Kosmonavt Vladimir Komarov

Puerto de Leningrado
- Borovichi
- Kegostrov
- Morzhovets
- Nevel
- Kosmonavt Vladislav Volkov
- Kosmonavt Pavel Belyaev
- Kosmonavt Georgy Dobrovolsky
- Kosmonavt Viktor Patsaev

### Buques del Complejo Flotante de Telemetría (PTK) NII-4

#### Krasnodar
Fue construido en 1925 3l el astillero Kockums Shipyard de Malmö en Suecia. Prestó servicio bajo pabellón sueco  con el nombre de "Skåneland" hasta 1928 que fue rebautizado como "Pernambuco" pasó a portar pabellón alemán hasta 1945 que pasó a  Gran Bretaña con el nombre de "Empire Dart". En 1946 adquiere pabellón soviético y se le bautiza como "Krasnodar". Se equipa como buque de telemetría en 1959 y entra al servicio en 1960  en el Complejo Flotante de Telemetría (PTK) NII-4 del Ministerio de Defensa de la URSS. Realizó 9 viajes expedicionarios entre 1960 y 1966. En 1975 se desguaza en el puerto de Split en Yugoslavia. Su principal área de trabajo fue el  Océano Atlántico.
- Tipo: Buque de investigación de telemetría (NIS). Punto de medición flotante.
- Puerto base: Odessa.
- Desplazamiento: 4.121 toneladas.
- Longitud: 113,69 metros.
- Calado:  6,88 metros.
- Número IMO: 5196438

#### Voroshilov / Ilyichevsk
Fue construido en 1924 el astillero Furness Shipbuilding de Haverton Hill en Gran Bretaña. Prestó servicio bajo pabellón británico con el nombre de "Tramore" hasta 1925 que fue rebautizado como "Príncipe de Brasil"  hasta que en 1933 que pasó a  la Unión Soviética con el nombre de "Voroshilov". En 1962 se le bautiza como "Ilyichevsk". Se equipa como buque de telemetría en 1959 y entra al servicio en 1960  en el Complejo Flotante de Telemetría (PTK) NII-4 del Ministerio de Defensa de la URSS. Realizó 10 viajes expedicionarios entre 1960 y 1966. En 1974 se desguaza.
- Tipo: Buque de investigación de telemetría (NIS). Punto de medición flotante.
- Puerto base: Odessa.
- Desplazamiento: 3.904 toneladas.
- Longitud: 110,6 metros.
- Calado:  6,88 metros.
- Número IMO: 5158955

#### Dolinsk
Fue construido en 1959 el astillero Wärtsilä de Turku en Finlandia. Formó parte del Complejo Flotante de Telemetría (PTK) NII-4 del Ministerio de Defensa de la URSS y en 1970 pasa a depender del Servicio de Investigación Espacial del Departamento de Trabajos Expedicionarios de la Marina de la Academia de Ciencias de la URSS (SKI OMER de la Academia de Ciencias de la URSS). Su principal área de trabajo fue el  Océano Atlántico. Realizó 14 viajes expedicionarios entre 1960 y 1973. En 1986 se desguaza en la República Popular China.
- Tipo: Buque de investigación de telemetría (NIS). Punto de medición flotante.
- Puerto base: Leningrado.
- Desplazamiento: 5.419 toneladas.
- Longitud: 139,4 metros.
- Calado:  15 metros.
- Número IMO: 5091523

#### Aksai
Fue construido en 1961 en el astillero finlandés de Rauma Repola según el proyecto 6404. Formó parte del Complejo Flotante de Telemetría (PTK) NII-4 del Ministerio de Defensa de la URSS hasta que en 1970 fue puesto bajo el Servicio de Investigación Espacial del Departamento de Trabajos Expedicionarios de la Marina de la Academia de Ciencias de la URSS (SKI OMER de la Academia de Ciencias de la URSS). Realizó 8 viajes expedicionarios entre 1962 y 1972. Se desmantela en 1985.
Su principal área de trabajo fue el  Océano Atlántico y su función era el recibir información de telemetría de las naves espaciales y proporcionar comunicación entre el Centro Grupo de Control de Vuelo con los cosmonautas.
- Tipo: Buque de investigación de telemetría (NIS), punto de medición flotante y cisterna.
- Puerto base: Batumi.
- Desplazamiento: 6.480 toneladas.
- Longitud: 105,4 metros.
- Calado:   6,2 metros.
- Velocidad: 14 nudos.
- Número IMO: 5007364

#### Bezhitsa
Fue construido en 1963 en el astillero de Jersón en Ucrania según el proyecto 595 de la Oficina Central de Diseño "Chernomorsksudoproekt". Formó parte del Complejo Flotante de Telemetría (PTK) NII-4 del Ministerio de Defensa de la URSS hasta que en 1970 pasa al servicio del Servicio de Investigación Espacial del Departamento de Operaciones Expedicionarias de la Marina de la Academia de Ciencias de la URSS (SKI OMER de la Academia de Ciencias de la URSS). Realizó 10 viajes expedicionarios entre 1967 y 1976. En 1988 se desguaza en el puerto de Chittagong en Bangladés. 
Su principal área de trabajo fue el  Océano Atlántico y su función era el recibir información de telemetría de las naves espaciales y proporcionar comunicación entre el Centro Grupo de Control de Vuelo con los cosmonautas.
- Tipo: Buque de investigación de telemetría (NIS). Punto de medición flotante.
- Puerto base: Odessa.
- Desplazamiento: 17.000  toneladas.
- Longitud: 155,7 metros.
- Calado:  6,4 metros.
- Velocidad: 15,6 nudos.
- Número IMO: 6415740

#### Ristna
Fue construido en 1963 en el astillero de Neptun en Rostock en República Democrática Alemana según el proyecto 595 de la Oficina Central de Diseño "Chernomorsksudoproekt". Formó parte del Complejo Flotante de Telemetría (PTK) NII-4 del Ministerio de Defensa de la URSS hasta que en 1970 pasa al servicio del Servicio de Investigación Espacial del Departamento de Operaciones Expedicionarias de la Marina de la Academia de Ciencias de la URSS (SKI OMER de la Academia de Ciencias de la URSS). Realizó 10 viajes expedicionarios entre 1966 y 1976. En 1995 se desguaza en el puerto de Calcuta en India. 
Su principal área de trabajo fue el  Océano Atlántico y su función era el recibir información de telemetría de las naves espaciales y proporcionar comunicación entre el Centro Grupo de Control de Vuelo con los cosmonautas.
- Tipo: Buque de investigación de telemetría (NIS). Punto de medición flotante.
- Puerto base: Tallin.
- Desplazamiento: 6.680 toneladas.
- Longitud: 105,85 metros.
- Calado:  6,64 metros.
- Velocidad: 13,5 nudos.
- Número IMO: 6401529

### Buques de telemetría SKI OMER AS USSR

#### Kosmonavt Viktor Patsaev

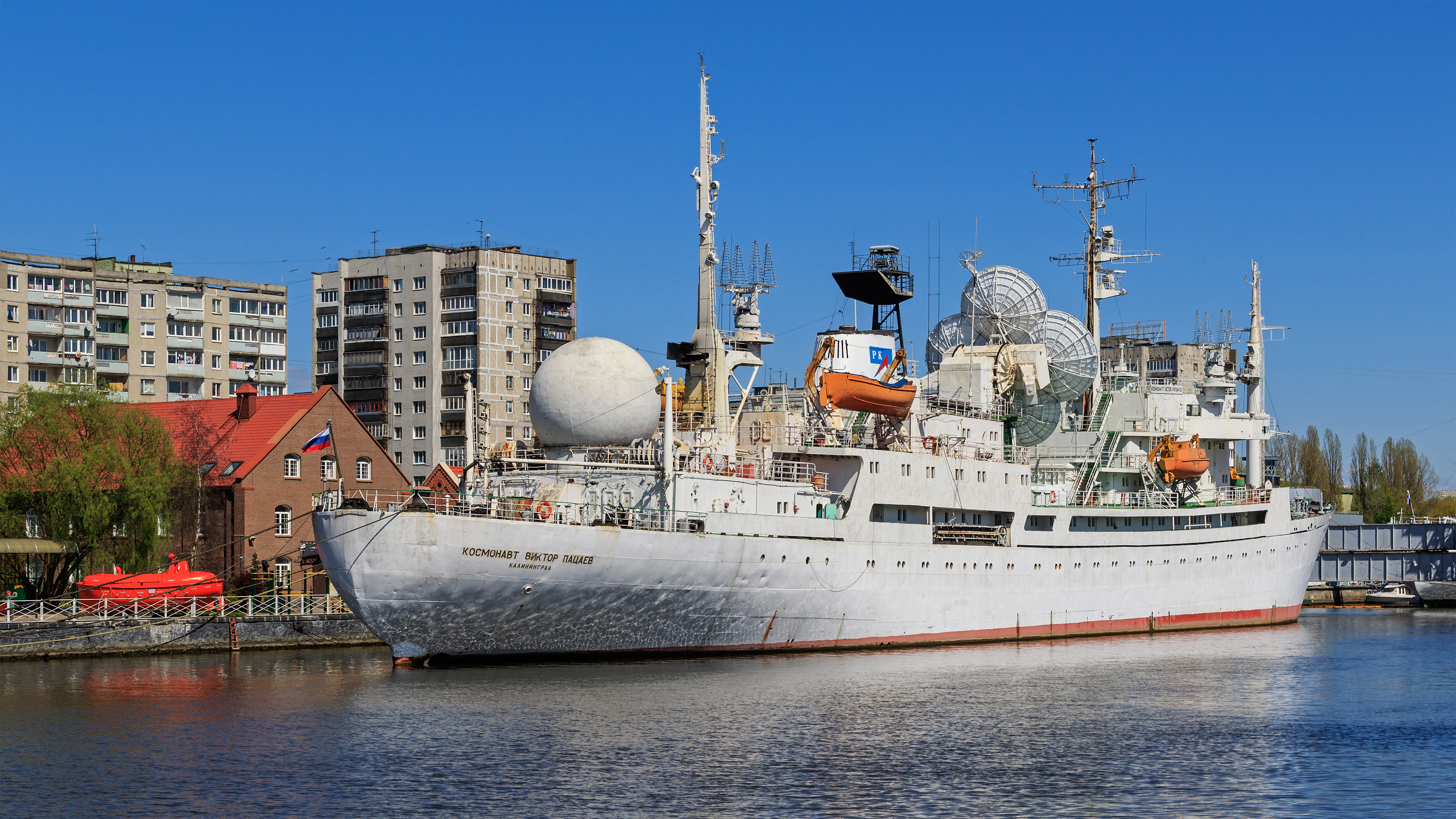
Kosmonavt Viktor Patsaev.

El buque Kosmonavt Victor Patsaev  fue construido en 1968 en los astilleros  AA Zhdanova de Leningrado como buque carguero de maderero de clase de hielo del proyecto 596 bajo el nombre "Semyon Kosinov". En 1977 es reformado para convertirlo en buque de investigación de telemetría (NIS) en el proyecto NIS 1929 "Selena-M" por la Oficina Central de Diseño "Baltsudoproekt" bajo la dirección del diseñador jefe Boris Pavlovich Ardashev. Recibió el nombre en honor del cosmonauta  Víktor Ivánovich Patsáyev que murió en el accidente de la nave espacial Soyuz 11 30 de junio de 1971.
Su puerto de destino inicial fue el de Leningrado y a partir de 2001 se trasladó a Kaliningrado. Su destino fue el de recibir información de telemetría de la nave espacial, para proporcionar comunicación entre el Centro de Control de Misión y los astronautas y su principal área de acción fue el Océano Atlántico.
Formó parte del  denominado "Noveno Complejo Separado de Mando y Medición Marina" (Noveno OMKIK) como nave del Servicio de Investigación Espacial del Departamento de Operaciones Expedicionarias de la Marina de la Academia de Ciencias de la URSS (SKI OMER de la Academia de Ciencias de la URSS). Pasando a depender directamente de la Academia de Ciencias el 24 de noviembre de 1978. Entre 1979 y 1994, realizó 14 viajes  expedicionarios. En 1995, tras la disolución del Noveno OMKIK, pasó a depender de la Agencia Espacial de Rusia. 
En el año 2001 se cambió su puerto base trasladandolo a Kaliningrado donde quedó amarrado en el muelle del Museo del Océano Mundial. Desde allí siguió en activo dando servicio como Centro de Control de la Misión con los cosmonautas y telemetría del segmento ruso de la Estación Espacial Internacional hasta el año 2017 que suspendió su servicio para pasar a ser parte del museo, como  Museo de la Flota del Servicio Espacial. En 2016 la nave fue declarada "Patrimonio Cultural de los pueblos de Rusia" e inscrita en el Registro Estatal Unificado de Objetos del Patrimonio Cultural de los Pueblos de Rusia de Importancia Federal.
- Tipo: Buque de investigación de telemetría (NIS).
- Puerto base:  Leningrado, desde 2001 - Kaliningrado.
- Desplazamiento: 8950  toneladas
- Longitud: 121,9  m
- Calado: 6,56 m
- Velocidad: 14,7 nudos.
- Personal de tripulación: 66 personas.
- Personal de expedición: 77 personas
- Número IMO: 6908888
- Unidad militar de servicio en el buque: 59945.

#### Kosmonavt Georgy Dobrovolsky

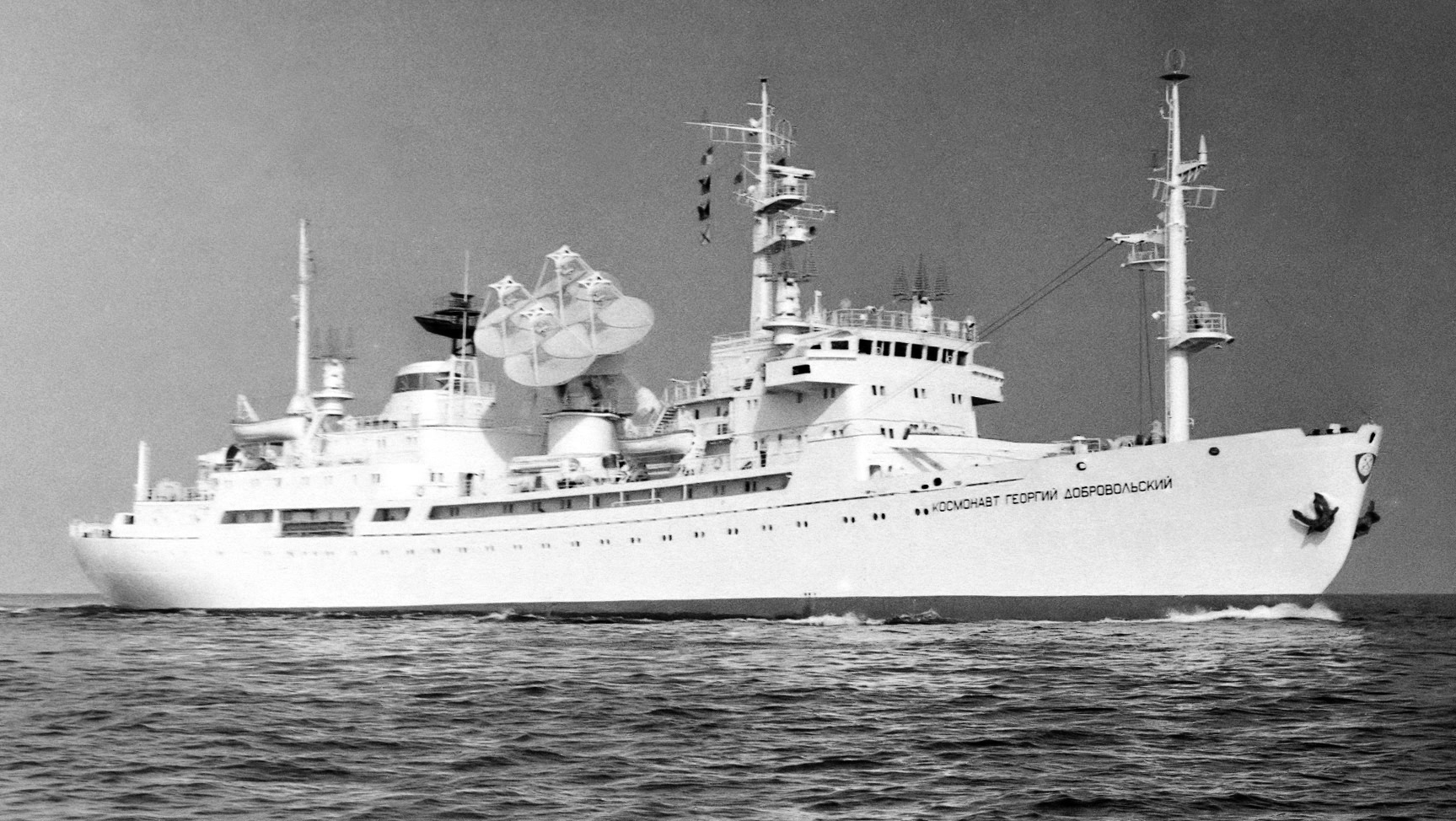
Kosmonavt Georgy Dobrovolsky.

El buque Kosmonavt Georgy Dobrovolsky  fue construido en 1968 en los astilleros  AA Zhdanova de Leningrado como buque carguero de maderero de clase de hielo (ice) del proyecto 596 bajo el nombre "Nazar Gubin". En 1977 es reformado para convertirlo en buque de investigación de telemetría (NIS) en el proyecto NIS 1929 "Selena-M" por la Oficina Central de Diseño "Baltsudoproekt" bajo la dirección del diseñador jefe - P.S. Vozny. Recibe el nombre en honor al cosmonauta Georgy Timofeevich Dobrovolsky muerto en el accidente de la nave espacial Soyuz 11. Su puerto de destino inicial fue el de Leningrado y a partir de 2001 se trasladó a Kaliningrado. Su destino fue el de recibir información de telemetría de las naves espaciales, para proporcionar comunicación entre el Centro de Control de Misión y los astronautas y su principal área de acción fueron los océanos Atlántico, Índico y Pacífico.
Formó parte del  denominado "Noveno Complejo Separado de Mando y Medición Marina" (Noveno OMKIK) como nave del Servicio de Investigación Espacial del Departamento de Operaciones Expedicionarias de la Marina de la Academia de Ciencias de la URSS (SKI OMER de la Academia de Ciencias de la URSS). Pasando a depender directamente de la Academia de Ciencias el 30 de junio de 1978. Entre 1978 y 1991, realizó 14 viajes  expedicionarios. En 1995, tras la disolución del Noveno OMKIK, pasó a depender de la Agencia Espacial de Rusia. En el año 2005, rebautizado como Cosmos, fue vendido como chatarra y desguazado en el puerto indio de Alang.
Participó en 1982 en las labores de recogida en el océano Índico de un cohete orbital no tripulado tipo BOR-4 y en el programa del transporte espacial de lanzamiento de cargas pesadas Energía, considerado el mayor cohete de la historia, en 1987 y en 1988 en las pruebas del Transbordador Burán dentro programa Energía-Buran de nave espacial reutilizable, desarrollando esa labor en el océano Pacífico.
- Tipo: Buque de investigación de telemetría (NIS).
- Puerto base:  Leningrado.
- Desplazamiento: 8950  toneladas.
- Longitud: 121,9  metros.
- Calado: 6,56  metros.
- Velocidad: 14,7 nudos.
- Personal de tripulación: 66 personas.
- Personal de expedición: 77 personas
- Número IMO: 6910245
- Unidad militar de servicio en el buque: 59944.

#### Kosmonavt Pavel Belyaev
El buque Kosmonavt Pavel Belyaev  fue construido en 1963 en los astilleros  AA Zhdanova de Leningrado como buque carguero de maderero de clase de hielo (ice) del proyecto 596 bajo el nombre "Vytegrales". En 1977 es reformado para convertirlo en buque de investigación de telemetría (NIS) en el proyecto NIS 1929 "Selena-M" por la Oficina Central de Diseño "Baltsudoproekt" bajo la dirección del diseñador jefe - P.S. Vozny. Recibió el nombre en honor al cosmonauta Pável Ivánovich Beliáyev que participó en la misión de la nave Vosjod 2 y en el primer paseo espacial de la historia.
Su puerto de destino inicial fue el de Leningrado y a partir de 2001 se trasladó a Kaliningrado. Su destino fue el de recibir información de telemetría de la nave espacial, para proporcionar comunicación entre el Centro de Control de Misión y los astronautas y su principal área de acción fueron los Atlántico e Índico.
Formó parte del  denominado "Noveno Complejo Separado de Mando y Medición Marina" (Noveno OMKIK) como nave del Servicio de Investigación Espacial del Departamento de Operaciones Expedicionarias de la Marina de la Academia de Ciencias de la URSS (SKI OMER de la Academia de Ciencias de la URSS). Pasando a depender directamente de la Academia de Ciencias el 14 de diciembre de 1977. Entre 1978 y 1994, realizó 15 viajes  expedicionarios. En 1995, tras la disolución del Noveno OMKIK, pasó a depender de la Agencia Espacial de Rusia. En el año 2000 fue desguazado en Kaliningrado.
En 1983 participó, junto al  Chumikan y los barcos de búsqueda y rescate de la Flota del Mar Negro en la recogida del avión cohete orbital no tripulado BOR-4. En 1992 formó parte, junto al buque Professor Khlyusti en la expedición Columbus-92 que conmemoraba el V Centenario del Descubrimiento de América y el  Año Internacional del Espacio.
- Tipo: Buque de investigación de telemetría (NIS).
- Puerto base:  Leningrado, desde 2001 - Kaliningrado.
- Desplazamiento: 8950  toneladas.
- Longitud: 121,9  metros.
- Calado: 6,56 metros.
- Velocidad: 14,7 nudos.
- Personal de tripulación: 66 personas.
- Personal de expedición: 77 personas
- Número IMO: 5409732
- Unidad militar de servicio en el buque: 49504.

#### Kosmonavt Vladislav Volkov

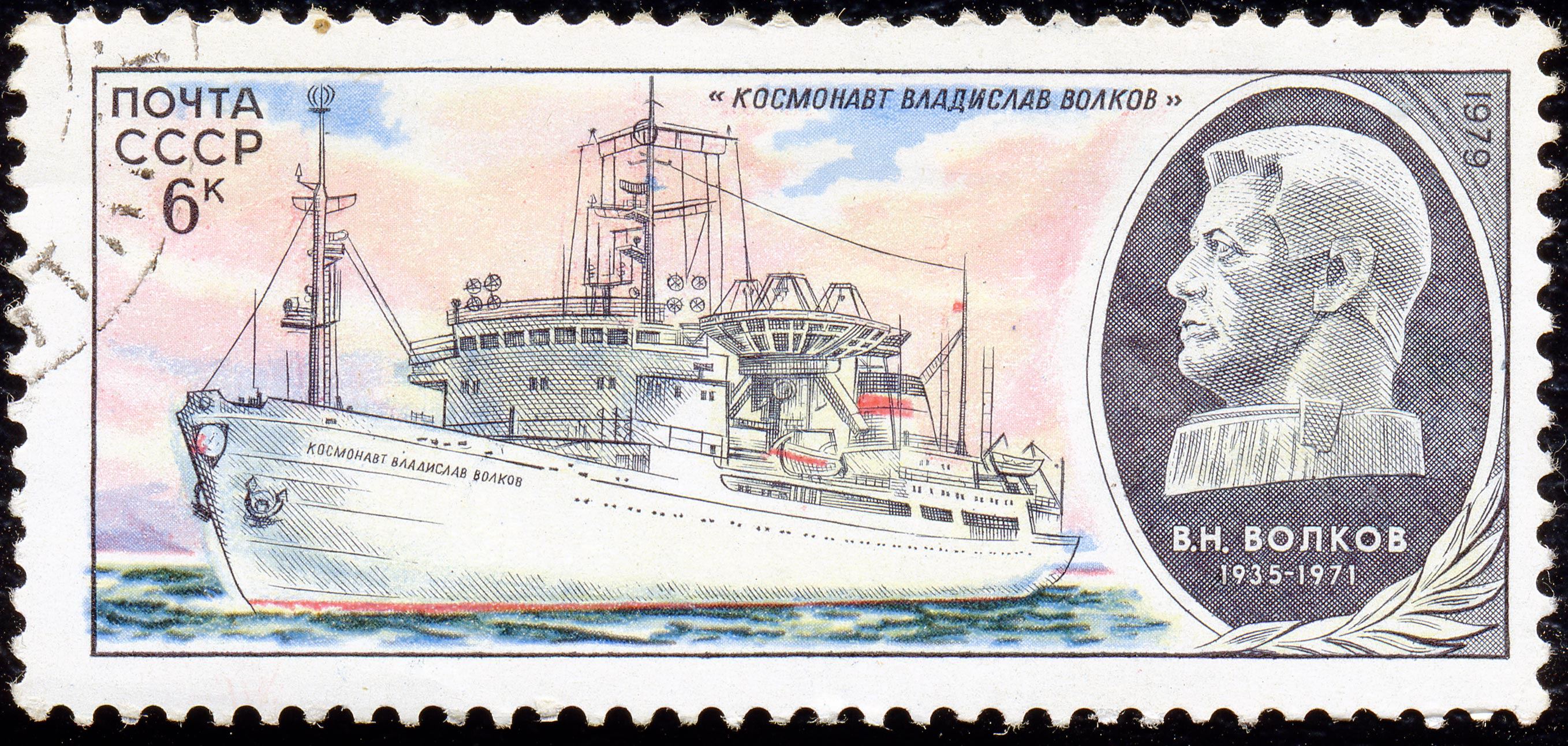
Sello postal de la URSS que representa el barco "Cosmonauta Vladislav Volkov" y un retrato de V. N. Volkov.

El buque Kosmonavt Vladislav Volkov  fue construido en 1964 en los astilleros  Vyborg como buque carguero de maderero de clase de hielo (ice) del proyecto 596 bajo el nombre "SYeniseiles". En 1977 es reformado en los astilleros de AA Zhdanov de Leningrado para convertirlo en buque de investigación de telemetría (NIS) en el proyecto NIS 1929 "Selena-M" por la Oficina Central de Diseño "Baltsudoproekt" bajo la dirección del diseñador jefe - P.S. Vozny. Recibió el nombre en honor al cosmonauta Vladislav Nikolaevich Volkov quien murió durante el vuelo de la nave espacial Soyuz 11. Su puerto de destino inicial fue el de Leningrado y a partir de 2001 se trasladó a Kaliningrado. Su destino fue el de recibir información de telemetría de la nave espacial, para proporcionar comunicación entre el Centro de Control de Misión y los astronautas y su principal área de acción fue el Océano Atlántico.
Formó parte del  denominado "Noveno Complejo Separado de Mando y Medición Marina" (Noveno OMKIK) como nave del Servicio de Investigación Espacial del Departamento de Operaciones Expedicionarias de la Marina de la Academia de Ciencias de la URSS (SKI OMER de la Academia de Ciencias de la URSS). Pasando a depender directamente de la Academia de Ciencias el 1 de julio de 1977. Entre 1977 y 1992, realizó 17 viajes  expedicionarios. En 1995, tras la disolución del Noveno OMKIK, pasó a depender de la Agencia Espacial de Rusia.  En el año 2000 fue desguazado en los astilleros Shiprepair-Baltika de Kaliningrado.
El Kosmonavt Vladislav Volkov  tenía una autonomía de 90 días y reservas de agua dulce para 30. Trabajó en l Atlántico Central y Sur, el Golfo de México , el Mar Caribe y el Océano Índico. Sus tareas incluían asegurar el control del Centro de Control de la Misión sobre las operaciones críticas llevadas a cabo en las estaciones tripuladas orbitales , controlar la activación de las etapas impulsoras de los cohetes al lanzar satélites geoestacionarios y satélites con órbitas elípticas altas.
- Tipo: Buque de investigación de telemetría (NIS).
- Puerto base:  Leningrado, desde 2001 - Kaliningrado.
- Desplazamiento: 8950  toneladas
- Longitud: 121,9  m
- Calado: 6,56 m
- Velocidad: 14,7 nudos.
- Personal de tripulación: 66 personas.
- Personal de expedición: 77 personas
- Número IMO: 6503365
- Unidad militar de servicio en el buque: 49517.

#### Borovichi
Se construyó en los astilleros AA Zhdanova de Leningrado (Actual San Petersburgo) en 1966  como barco destinado al transporte maderero de hielo (ice)  del proyecto 596. Fue reformado en 1967 para convertirlo en buque de telemetría en el proyecto NIS 1918 ("Selena") por la Oficina Central de Diseño "Baltsudoproekt" bajo la dirección del diseñador jefe - P.S. Vozny. Fue creado para participar en el Programa Lunar de la Unión Soviética cómo barco de telemetría y comunicación entre naves y artefactos espaciales y el Centro de Control de Misión con los cosmonautas y para realizar operaciones de rescate durante la recuperación marina de las naves espaciales que han regresado a la Tierra. Su área de operaciones fueron los océanos Atlántico, Pacífico e Índico.
El buque formó parte del Noveno Complejo Separado de Mando y Medición Marina, conocido como "Noveno OMKIK" hasta que en 1970 pasó a formar parte del Servicio de Investigación Espacial del Departamento de Operaciones Expedicionarias de la Marina de la Academia de Ciencias de la URSS (SKI OMER de la Academia de Ciencias de la URSS). En su periodo activo, entre 1967 y 1989, realizó 23 expediciones. En 1990 se retiró del servicio y se vendió como chatarra para ser desguazado en el puerto indio de Alang.
El Borovichi fue la nave que recogió, en octubre de 1968, el vehículo de descenso Zond-5 que el mes anterior había orbitado la Luna con unas tortugas a bordo, tortugas que fueron los primeros seres vivos en rodear la Luna.
- Tipo: Buque de investigación (NIS).
- Puerto base:  Leningrado.
- Desplazamiento: 6.100 toneladas
- Longitud: 121,9 m
- Calado: 4,67 m
- Velocidad: 15,6 nudos.
- Personal de tripulación: 53 personas.
- Personal de expedición: 36 personas
- Número IMO: 6722222
- Unidad militar de servicio en el buque: 30057.

#### Nevel

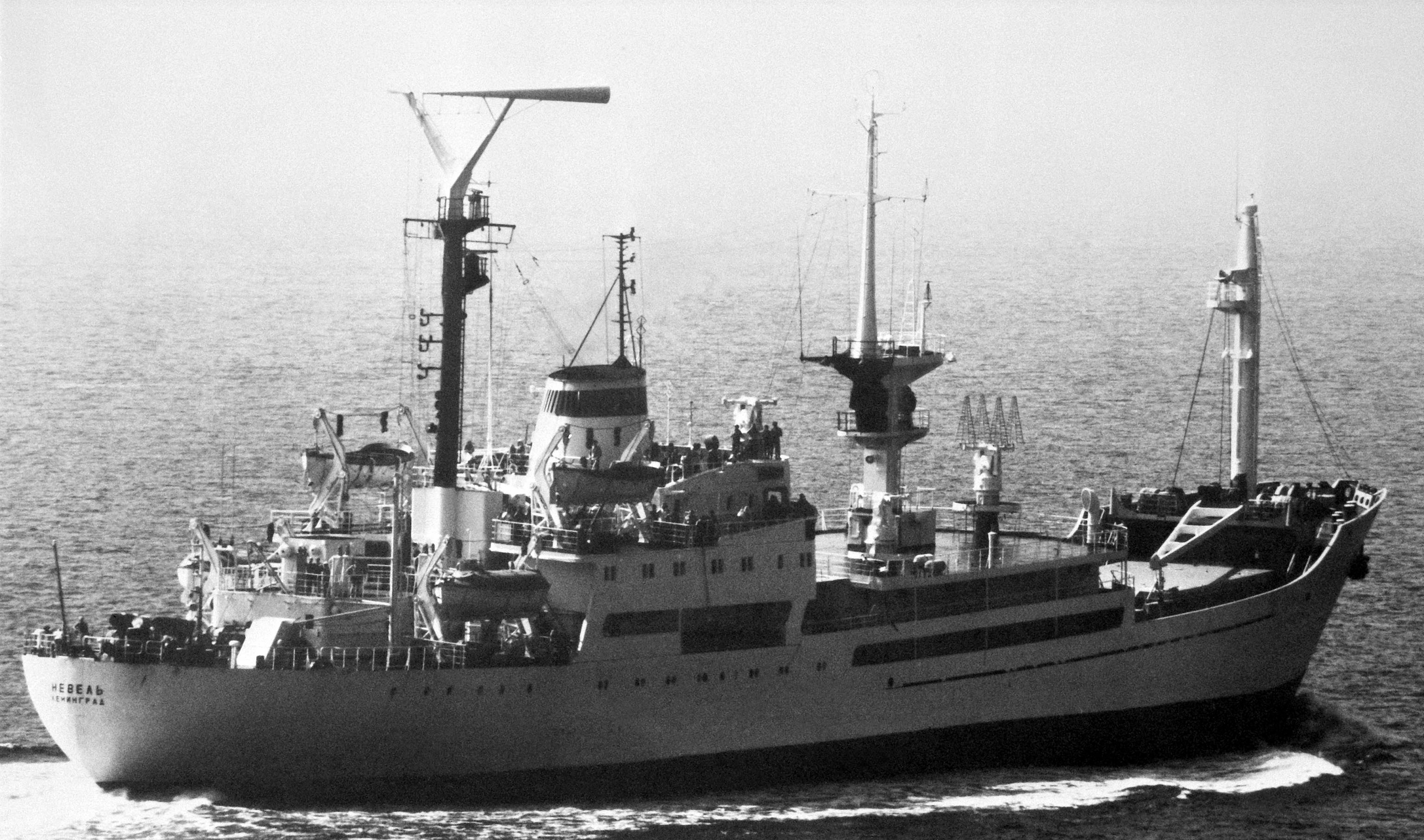
Nevel.

Se construyó en los astilleros AA Zhdanova de Leningrado (Actual San Petersburgo) en 1966 como barco destinado a transporte de madera clase hielo ( ice) del proyecto 596. Fue reformado, para uso telemétrico,  se mismo año en el proyecto NIS 1918 ("Selena") por la Oficina Central de Diseño "Baltsudoproekt" bajo la dirección del diseñador jefe - P.S. Vozny. Fue creado para participar en el Programa Lunar de la Unión Soviética cómo barco de telemetría y comunicación entre naves y artefactos espaciales y el Centro de Control de Misión con los cosmonautas y para realizar operaciones de rescate durante la recuperación marina  de las naves espaciales que han regresado a la Tierra. Su área de operaciones fueron los  océanos Atlántico, Pacífico e Índico. Realizó 23 expediciones entre los años 1967 y 1989. Fue desguazado en 1990 en el puerto indio de Alang. El buque formó parte del  Noveno Complejo Separado de Mando y Medición Marina (9 OMKIK) hasta 1970 que pasó al Servicio de Investigación Espacial del Departamento de Operaciones Expedicionarias de la Marina de la Academia de Ciencias de la URSS (SKI OMER de la Academia de Ciencias de la URSS). Entre 1968 y 1969 realizó su segunda misión que tuvo una duración de 329 días y fue la más larga, hasta aquel momento y la segunda de todas las realizadas por la Flota Naval Espacial de la URSS.
- Tipo: Buque de investigación (NIS).
- Puerto base:  Leningrado.
- Desplazamiento: 6.100 toneladas
- Longitud: 121,9 m
- Calado: 4,67 m
- Velocidad: 15,6 nudos.
- Personal de tripulación: 53 personas.
- Personal de expedición: 36 personas
- Número IMO: 6707571
- Unidad militar de servicio en el buque: 29480.

#### Morzhovets
Construido en 1966 en los astilleros de Vyborg  como barco destinado al transporte maderero de hielo (ice)  del proyecto 596 fue reformado ese mismo año para convertirlo en buque de telemetría en el proyecto NIS 1918 ("Selena") por la Oficina Central de Diseño "Baltsudoproekt" bajo la dirección del diseñador jefe - P.S. Vozny. Fue creado para participar en el Programa Lunar de la Unión Soviética cómo barco de telemetría y comunicación entre naves y artefactos espaciales y el Centro de Control de Misión con los cosmonautas y para realizar operaciones de rescate durante la recuperación marina de las naves espaciales que han regresado a la Tierra. Su área de operaciones fueron los océanos Atlántico, Pacífico e Índico.
El buque formó parte del Noveno Complejo Separado de Mando y Medición Marina, conocido como "Noveno OMKIK" hasta que en 1970 pasó a formar parte del Servicio de Investigación Espacial del Departamento de Operaciones Expedicionarias de la Marina de la Academia de Ciencias de la URSS (SKI OMER de la Academia de Ciencias de la URSS). En su periodo activo, entre 1967 y 1989, realizó 24 expediciones. En 1990 se retiró del servicio y se vendió como chatarra para ser desguazado en el puerto indio de Alang.
- Tipo: Buque de investigación (NIS).
- Puerto base:  Leningrado.
- Desplazamiento: 6.100 toneladas
- Longitud: 121,9 m
- Calado: 4,67 m
- Velocidad: 15,6 nudos.
- Personal de tripulación: 53 personas.
- Personal de expedición: 36 personas
- Número IMO: 6707545
- Unidad militar de servicio en el buque: 40215.

#### Kegostrov
Construido en 1966 en los astilleros de Vyborg como barco destinado a transporte de madera clase ice del proyecto 596. Fue reformado, para uso telemétrico, ese mismo año en el proyecto NIS 1918 ("Selena") por la Oficina Central de Diseño "Baltsudoproekt" bajo la dirección del diseñador jefe - P.S. Vozny. Fue creado para participar en el Programa Lunar de la Unión Soviética cómo barco de telemetría y comunicación entre naves y artefactos espaciales y el Centro de Control de Misión con los cosmonautas y para realizar operaciones de rescate durante la recuperación marina  de las naves espaciales que han regresado a la Tierra. Su área de operaciones fueron los  océanos Atlántico, Pacífico e Índico. Realizó 24 expediciones entre los años 1967 y 1989. Fue desguazado en 1990 en el puerto indio de Alang. El buque formó parte del  Noveno Complejo Separado de Mando y Medición Marina (9 OMKIK) hasta 1970 que pasó al Servicio de Investigación Espacial del Departamento de Operaciones Expedicionarias de la Marina de la Academia de Ciencias de la URSS (SKI OMER de la Academia de Ciencias de la URSS). Entre 1977 y 1978 realizó su duodécima misión que tuvo una duración de 331 días y fue la más larga de todas las realizadas por la Flota Naval Espacial de la URSS.
- Tipo: Buque de investigación (NIS).
- Puerto base:  Leningrado.
- Desplazamiento: 6.100 toneladas
- Longitud: 121,9 m
- Calado: 4,67 m
- Velocidad: 15,6 nudos.
- Personal de tripulación: 53 personas.
- Personal de expedición: 36 personas
- Número IMO: 6722301
- Unidad militar de servicio en el buque: 40217.

### Buques universales SKI OMER AS USSR

#### Kosmonavt Vladimir Komarov

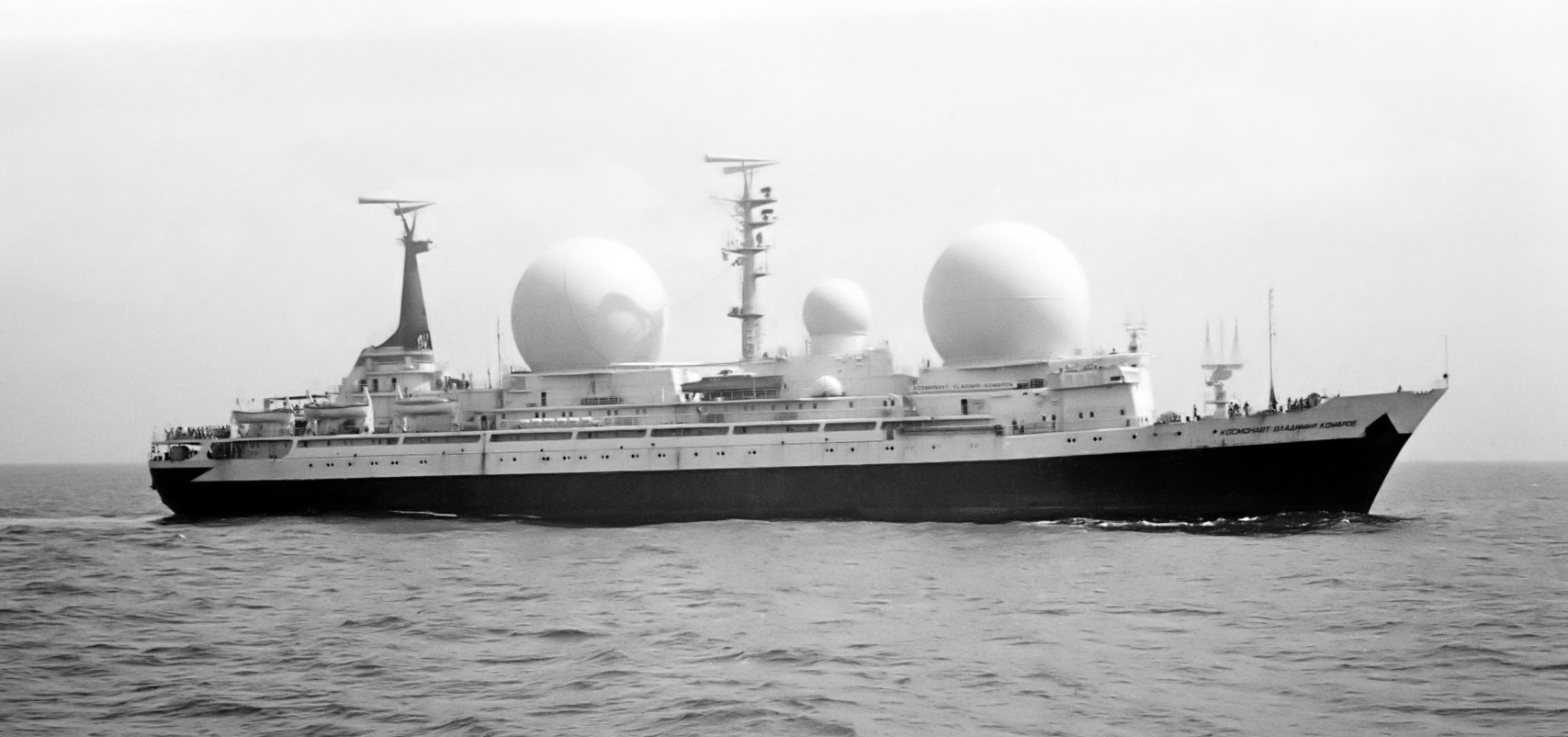
Kosmonavt Vladimir Komarov.

Fue construido en 1966 en el astillero de la ciudad ucraniana de Jersón como  carguero seco bautizado con el nombre de "Genichesk". En 1967, dentro del Programa Lunar de la URSS,  se reforma para dedicarlo a buque de telemetría y comunicaciones espaciales, se hace bajo el proyecto NIS 1917 "Sirius" TsKB-17 PKB "Nevskoe" en un astillero del Báltico por  la oficina de diseño Nevskoe Design Bureau bajo la dirección del diseñador jefe Alexander Efimovich Mikhailov. Recibe el nombre en honor al cosmonauta Vladímir Mijáilovich Komarov muerto al estrellarse la nave Soyuz 1 el 23 de abril de 1967.
El 30 de junio de 1967 entra a formar  parte del Complejo Flotante de Telemetría (PTK) NII-4 del Ministerio de Defensa de la URSS hasta que en 1970 fue puesto bajo el Servicio de Investigación Espacial del Departamento de Trabajos Expedicionarios de la Marina de la Academia de Ciencias de la URSS (SKI OMER de la Academia de Ciencias de la URSS). Realizó 31 viajes expedicionarios entre 1967 y 1989. En 1990 se vende a Ecos-Conversion MGP y cambia de puerto base a Leningrado. En 1994 se vende como chatarra y se desguaza en el puerto indio de Alang .
Su principal área de trabajo fue el mar Mediterráneo y Océano Atlántico y su función era el recibir información de telemetría de las naves espaciales y proporcionar comunicación entre el Centro Grupo de Control de Misión con los cosmonautas.
- Tipo: Buque de investigación universal (NIS).
- Puerto base: Odessa.
- Desplazamiento: 17.850 toneladas.
- Longitud: 155,7 metros.
- Calado:   8,6 metros.
- Velocidad: 15,8 nudos.
- Personal de tripulación: 121 personas.
- Personal de expedición: 118 personas.
- Número IMO: 6707404
- Unidad militar de servicio en el buque: 29466.

#### Akademik Sergei Korolev

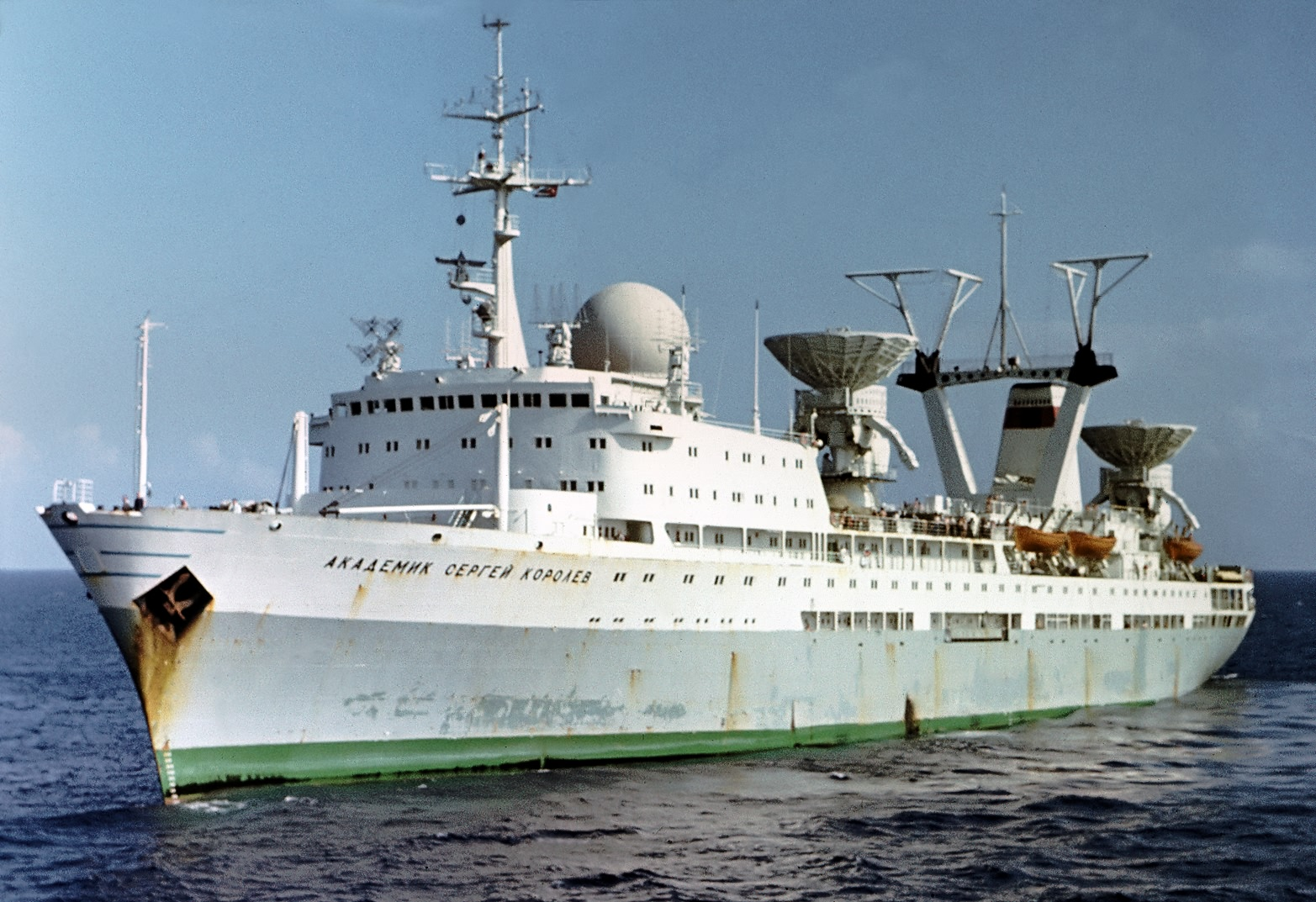
Akademik Sergei Korolev.

Fue construido en 1970 en el astillero  de Chernomorsky en la ciudad ucraniana de Nikolaev según el proyecto 1908 "Canopus" sobre el casco de un buque de carguero de carga seca del proyecto 1568 bajo la dirección del diseñador jefe A.E. Mikhailov de la Oficina Central de Diseño "Chernomorsudoproekt" dentro del Programa Lunar de la URSS. Recibe el nombre en honor de Serguéi Koroliov fue uno de los principales creadores de cohetes y tecnología espacial de la Unión Soviética .
Desde el 26 de diciembre de 1970 formó  parte del Noveno Complejo Separado de Mando y Medición Marina (9 OMKIK) bajo el Servicio de Investigación Espacial del Departamento de Trabajos Expedicionarios de la Marina de la Academia de Ciencias de la URSS (SKI OMER de la Academia de Ciencias de la URSS) hasta 1991. Realizó 22 viajes expedicionarios entre 1971 y 1991. Tras la disolución de la Unión Soviética en 1992 pasa a depender de Ucrania quedando atracado en Ordessa sin operar. En 1996, propiedad ya de la compañía Ucraniana Black Sea Shipping Company bajo en nombre de "OROL " es vndido como chatarra y desguazado en el puerto indio de Alang.
Su principal área de trabajo fue el noroeste del Océano Atlántico y su función era el recibir información de telemetría de las naves espaciales y proporcionar comunicación entre el Centro Grupo de Control de Misión con los cosmonautas, medir la trayectorias y controlar las naves espaciales.
- Tipo: Buque de investigación universal (NIS).
- Puerto base: Odessa.
- Desplazamiento: 21.250 toneladas.
- Longitud:  180,8  metros.
- Calado:   7,93 metros.
- Velocidad: 17,5 nudos.
- Personal de tripulación: 119 personas.
- Personal de expedición: 188 personas.
- Número IMO: 7052284
- Unidad militar de servicio en el buque: 29508.

#### Kosmonavt Yuri Gagarin

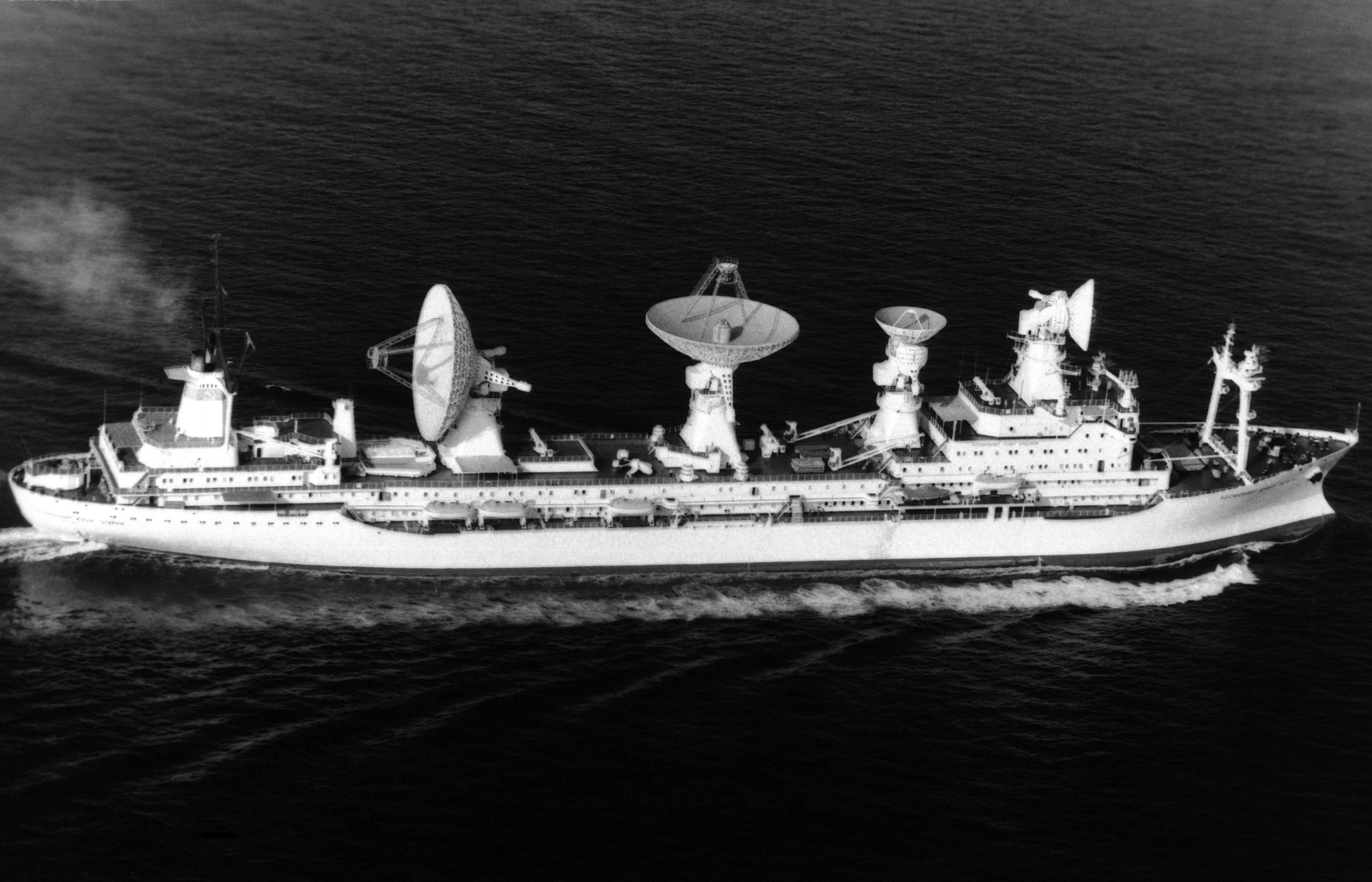
Kosmonavt Yuri Gagarin.

Fue construido en 1971 en el astillero  de Baltic Shipyard de Leningrado según el proyecto 1909 "Phoenix" sobre el casco de un buque de petrolero  del proyecto 1552 bajo la dirección del diseñador jefe D.G. Sokolov. de la Oficina Central de Diseño "Chernomorsudoproekt" dentro del Programa Lunar de la URSS. Recibe el nombre en honor de Yuri Alekséyevich Gagarin  primer ser humano en viajar al espacio exterior.
Desde el 14 de julio de 1971 formó  parte del Noveno Complejo Separado de Mando y Medición Marina (9 OMKIK) bajo el Servicio de Investigación Espacial del Departamento de Trabajos Expedicionarios de la Marina de la Academia de Ciencias de la URSS (SKI OMER de la Academia de Ciencias de la URSS) hasta 1991. Realizó 20 viajes expedicionarios entre 1971 y 1991. Tras la disolución de la Unión Soviética en 1992 pasa a depender de Ucrania quedando atracado en Ordessa sin operar. En 1996, propiedad ya de la compañía Ucraniana Black Sea Shipping Company bajo en nombre de "AGAR" es vndido como chatarra y desguazado en el puerto indio de Alang.
Su principal área de trabajo fue el noroeste del Océano Atlántico y su función era el recibir información de telemetría de las naves espaciales y proporcionar comunicación entre el Centro Grupo de Control de Misión con los cosmonautas, medir la trayectorias y controlar las naves espaciales. 
Fue la nave insignea de la Flota Naval de Servicios Espaciales y está considerado el mayor barco del mundo diseñado para acompañar vuelos de naves espaciales.
- Tipo: Buque de investigación universal (NIS).
- Puerto base: Odessa.
- Desplazamiento: 45.000 toneladas.
- Longitud:  231,6  metros.
- Calado:   8,5 metros.
- Velocidad: 18 nudos.
- Personal de tripulación: 136 personas.
- Personal de expedición: 212 personas.
- Número IMO: 7116286
- Unidad militar de servicio en el buque: 30108.

## El Servicio de Investigación Espacial del Departamento de Trabajo Expedicionario de la Marina de la Academia de Ciencias de la URSS
El Servicio de Investigación Espacial del Departamento de Trabajo Expedicionario de la Marina de la Academia de Ciencias de la URSS, conocido por sus siglas SKI OMER, era una subdivisión subordinada a la Academia de Ciencias de la URSS y al Ministerio de Defensa de la URSS, que tenía en su jurisdicción buques de investigación científica diseñados para apoyar los programas espaciales de la Unión Soviética.
El Servicio de Investigación Espacial del Departamento de Operaciones Expedicionarias de la Marina de la Academia de Ciencias de la URSS (SKI OMER de la Academia de Ciencias de la URSS) nace de la orden número 34-1466 que el Presidium de la Academia de Ciencias de la URSS dio el 4 de noviembre de 1970. De él se crea el "Complejo de medición flotante separado" (OPIK).
Toda la historia del desarrollo de la cosmonáutica soviética está estrechamente relacionada con el apoyo confiable de la "Flota Naval Espacial". El propósito de las naves "grandes" que tenían su base en el puerto de Odessa era el control de las naves espaciales, la trayectoria y las mediciones telemétricas, el apoyo a la comunicación con las tripulaciones de las naves y estaciones espaciales. El propósito de los barcos basados en Leningrado era la realización de mediciones de telemetría y el soporte de comunicaciones.
Durante los años de existencia del SKI OMER, sus barcos de investigación operaron en los océanos Atlántico, Índico y Pacífico. Los objetos de su trabajo fueron, fundamentalmente,  las estaciones orbitales de larga duración  Salyut y Mir, las naves espaciales Soyuz, Soyuz-T, Soyuz-TM, las naves de transporte Progress, numerosos satélites tanto militares como civiles, satélites de comunicaciones, inteligencia, sistema de posicionamiento GLONASS, el cohete portador Energía y el proyecto nave espacial reutilizable del Transbordador Burán.
Al realizar tareas relacionadas con la prueba de la tecnología espacial, por ejemplo, el avión cohete orbital no tripulado BOR-4 y la nave espacial reutilizable  del Transbordador Burán, los buques SKI OMER interactuaron con buques especializados de la Armada de la URSS: buques de la Expedición Hidrográfica del Pacífico (TOGE) y buques de búsqueda y rescate de la Flota de la Armada del Mar Negro URSS.
Realizando viajes de varios meses a varias regiones del océano mundial, los barcos del SKI OMER pidieron la reposición de alimentos, agua y combustible en los puertos de muchos países de Europa, África, Asia y América, despertando un interés constante entre los residentes locales.
La gestión de toda esta poderosa flota, la coordinación de sus acciones con puntos terrestres, fue realizada por el SKI OMER de la Academia de Ciencias de la URSS.
El primer jefe del OMER nombrado en 1963 y en activo hasta 1986 fue Iván Dmitrievich Papanin fue dos veces Héroe de la Unión Soviética. El primer comandante de la unidad militar 26179, que daba servicio a PTK, OPIK y OM KIK fue el Capitán de Primer Rango Vitaly Georgievich Bezborodov. que estuvo al mando desde el 29 de abril de 1963 hasta el 21 de julio de 1983.

## Club de Veteranos de la Flota Espacial Marítima
El Club de Veteranos de la Flota Espacial Marítima de la URSS está formado por personal que realizó los trabajos de apoyo a los vuelos de las naves espaciales y el mantenimiento de los equipos de radio en las naves SKI OMER estuvo formado tanto por los oficiales del ejército soviético como por especialistas civiles, ingenieros y técnicos reuniendo a, aproximadamente, 800 personas miembros de esta agrupación.
El propósito del Club de Veteranos es el de divulgar el conocimiento y poner en valor el trabajo y la labor realizada por la Flota Naval Espacial de la URSS y su contribución a la exploración del Espacio así como la de fomentar la relación y asistencia mutua entre ellos. Fruto de su actividad se encuentra la preservación   del buque Kosmonavt Viktor Patsaev como museo y su declaración en el año  2016 como "Patrimonio Cultural de los pueblos de Rusia" y su inscripción en el Registro Estatal Unificado de Objetos del Patrimonio Cultural de los Pueblos de Rusia de Importancia Federal.
El Club de Veteranos mantiene relaciones con otras organizaciones similares como "Unión de Veteranos del KIK"  - veteranos, marineros navales que sirvieron en los barcos de TOGE y realizaron tareas comunes con los marineros del Servicio, así como con la "Commonwealth of the Sea and Space Fleets" - con marineros de la Baltic Shipping Company, funcionarios y empleados del Servicio que viven en San Petersburgo.
- Espacio web de los veteranos de la flota del servicio espacial de la Unión Soviética (En ruso)